# 프린세스 브라이드
《프린세스 브라이드》(영어: The Princess Bride)는 미국에서 제작된 롭 라이너 감독의 1987년 판타지 모험 코미디 영화이다. 케리 엘위스, 로빈 라이트, 맨디 퍼팅킨, 크리스 서랜던, 크리스토퍼 게스트, 월리스 숀, 앙드레 더 자이언트 등이 출연하였고, 앤드루 샤인먼 등이 제작에 참여하였다.
이 영화는 1987년 9월 25일 미국에서 첫 개봉되었다.
평단으로부터 대체로 호평을 받았다.
2016년 미국 의회도서관에 의해 문화적으로, 역사적으로, 미적으로 중요함을 인정받아 미국 국립영화등기부에 선정, 보존되었다.

## 줄거리
영화는 현대에서 한 할아버지가 아픈 손자에게 읽어주는 소설의 내용이다.
가상 왕국 플로린의 농장 일꾼 웨슬리는 주인집 딸 버터컵이 일을 시킬 때마다 "원하시는 대로"라고 답한다. 두 사람은 사랑에 빠지고 웨슬리는 결혼 자금을 벌기 위해 해외로 향한다. 그러나 웨슬리가 탄 배가 "무시무시한 해적 로버츠"에게 공격받으면서 웨슬리는 죽은 걸로 여겨진다.
5년 뒤 버터컵은 험퍼딩크 왕자와 강제로 약혼한다. 사실 험퍼딩크는 버터컵을 죽인 뒤 플로린과 앙숙인 이웃 국가 길더에 죄를 뒤집어씌워 전쟁을 일으킬 생각이다. 결혼식 전 시칠리아인 무법자 비지니는 의뢰받은 대로 버터컵을 길더에서 죽이기 위해 그린란드 거인 페직, 스페인인 이니고 몬토야와 함께 버터컵을 납치한다.
그러나 "광기의 절벽"에서 가면을 쓴 검은 옷의 남자가 나타나 이니고와는 펜싱으로 겨뤄 이긴 뒤 기절시키고, 페직은 목을 졸라 정신을 잃게 하고, 비지니에겐 꾀를 써서 독이 든 와인을 마시게 해 죽인 뒤 버터컵을 데려간다.
버터컵은 그가 무시무시한 로버츠라는 걸 알아보고 웨슬리를 죽인 것을 비난하며 그를 협곡 아래로 밀어버린다. 그러나 검은 옷의 남자가 굴러떨어지며 "원하시는 대로!"라고 외치는 소리를 듣고 버터컵은 그가 바로 웨슬리라는 것을 깨닫는다. 무시무시한 로버츠는 전임자가 은퇴하면 후계자에게 계승되는 이름이었던 것이다.
둘을 붙잡은 험퍼딩크는 웨슬리를 루건 백작에게 넘기고, 버터컵은 웨슬리를 살리기 위해 결혼을 감행하기로 한다. 험퍼딩크는 결혼식 날 밤에 버터컵을 목 졸라 죽이고 길더에게 죄를 묻는 것으로 계획을 변경한 상태다. 비지니가 죽은 후로 정신을 차린 이니고와 페직은 고문실 "절망의 구렁텅이"에서 반죽음 상태가 된 웨슬리를 구출해 치료사 기적의 맥스에게 데려가 살려낸다.
웨슬리, 페직, 이니고는 결혼식 날 당일 함께 험퍼딩크의 성에 쳐들어가고, 이니고는 아버지를 살해했던 "손가락 여섯 개의 남자"로 밝혀진 루건 백작을 죽여 복수한다. 웨슬리는 자살 직전이었던 버터컵을 찾아내고, 성질 급한 험퍼딩크가 혼인 서약 절차를 건너 뛰었기 때문에 결혼은 무효라고 알려준다. 험퍼딩크는 웨슬리에게 결투를 신청하지만 웨슬리는 오로지 위협만으로 험퍼딩크를 굴복시킨다. 무시무시한 해적 로버츠는 이니고가 계승한다.
아픈 손자가 내일 책을 한 번 더 읽어달라고 조르자 할아버지는 "원하시는 대로"라고 답한다.

## 출연
- 케리 엘위스 - 웨슬리 / 무시무시한 해적 로버츠 역
- 로빈 라이트 - 버터컵, 프린세스 브라이드 역
- 맨디 퍼팅킨 - 이니고 몬토야, 스페인인, 펜싱의 달인 역
- 크리스 서랜던 - 험퍼딩크 왕자 역
- 크리스토퍼 게스트 - 타이론 루건 백작, 와지르, 여섯 손가락의 남자 역
- 월리스 숀 - 비지니, 키가 작은 시칠리아인 역
- 앙드레 더 자이언트 - 페직, 그린란드 출신 거인 역
- 프레드 새비지 - 손자 역
- 피터 포크 - 할아버지 역
- 피터 쿡 - 인상적인 성직자 역
- 멜 스미스 - 알비노 역
- 캐럴 케인 - 밸러리
- 빌리 크리스털 - 기적의 맥스, 치료사 역
- 베치 브랜틀리 - 어머니 역
- 앤 다이슨 - 플로린 여왕 역
- 맬컴 스토리 - 옐린, 험퍼딩크 왕자의 행동 대장 역
- 마저리 메이슨
- 윌러비 그레이

## 제작

### 촬영
1986년 말 잉글랜드와 아일랜드의 다양한 장소에서 촬영이 이루어졌다.
- 잉글랜드 사우스요크셔주 셰필드 칼워크
- 잉글랜드 버킹엄셔주 버넘비치스
- 잉글랜드 더비셔주 래스킬데일과 케일스데일 접경지
- 잉글랜드 더비셔주 캐슬턴 케이브데일
- 잉글랜드 더비셔주 버치오버 브래들리 록스와 로빈 후즈 스트라이드
- 잉글랜드 더비셔주 베이크웰 해던홀
- 잉글랜드 켄트주 펜저스트 플레이스
- 아일랜드 클레어주 모허 절벽

## 기타 제작진
- 배역: 제인 젱킨스, 재닛 허션슨
- 미술: 노먼 가우드
- 세트: 매기 그레이
- 의상: 필리스 돌턴

## 우리말 녹음
KBS 성우진 (1994년 12월 4일)
- 장세준 - 웨슬리(케리 엘위스)
- 손정아 - 버터컵(로빈 라이트)
- 김환진 - 험퍼딩크 왕자(크리스 서랜던)
- 설영범 - 이니고(맨디 퍼팅킨)
- 주호성 - 할아버지(피터 포크)
- 박영남 - 손자(프레드 새비지)
- 황원
- 온영삼
- 오세홍
- 김성희
- 이윤선
- 윤기황
- 김창주
- 유동현